# Прохоровське сільське поселення (Красногорський район)
Про́хоровське сільське поселення — муніципальне утворення в складі Красногорського району Удмуртії, Росія. Адміністративний центр — присілок Барани.
Населення — 400 осіб (2015; 418 в 2012, 430 в 2010).
До складу поселення входять такі населені пункти:
| Населений пункт     | Населення, осіб (2010) | Населення, осіб (2012) |
| ------------------- | ---------------------- | ---------------------- |
| Барани, присілок    | 232                    | 229                    |
| Бурово, присілок    | 25                     | 25                     |
| Вавілово, присілок  | 64                     | 61                     |
| Єфремово, присілок  | 0                      | 0                      |
| Захватай, присілок  | 30                     | 26                     |
| Нефьодово, присілок | 13                     | 12                     |
| Прохорово, присілок | 66                     | 65                     |